# Крила ночі
Крила ночі (англ. Nightwings) — науково-фантастична повість американського письменника Роберта Сілверберга, видана у 1968 році. Вона є першою у трилогії, яка згодом була об'єднана в один твір під назвою «Крила ночі».

## Сюжет
Дія відбувається у далекому майбутньому, коли людство поділено на гільдії. Представники кожної з них, Правителі, Літописці, Спостерігачі та Захисники, виконують свої обов'язки, не звертаючи уваги на інших. Проте цей світ дуже хиткий — вигнанці із Землі прагнуть помсти, але Спостерігачі пильнують, очікуючи на вторгнення, та готові попередити Захисників.

## Нагороди
У 1969 році повість отримала премію «Г'юго».
У 1976 році — премію «Аполло».